# Susanna Nicchiarelli
Pour les articles homonymes, voir Nicchiarelli.
Susanna Nicchiarelli, née le 6 mai 1975 à Rome (Italie), est une réalisatrice, actrice et scénariste italienne.

## Biographie
Après des études de philosophie à Rome, avec perfectionnement à l'École normale supérieure de Pise, elle obtient un diplôme en réalisation auprès du Centro sperimentale di cinematografia de Rome en 2004.
Elle commence sa carrière en travaillant avec Nanni Moretti, dirigeant un des journaux de la Sacher produits par Sacher Film et présentés à la Mostra de Venise.
Elle a écrit et réalisé de nombreux courts-métrages et documentaires, ainsi que deux longs-métrages : Cosmonauta (it) en 2009, récit initiatique d'un frère et d'une sœur qui confrontent à l'âge adulte leurs rêves d'espaces et leurs amours du communisme, qui remporte le prix Controcampo à la Mostra de Venise, et La Scoperta dell’Alba (it) en 2013, réalisé d'après le roman éponyme de l'écrivain et homme politique Walter Veltroni.. Un de ses courts-métrages d'animation en animation image par image, Sputnik 5, a remporté un Ruban d'argent. Nico, 1988, un biopic centré sur les dernières années de la chanteuse Nico, incarnée à l'écran par l'actrice danoise Trine Dyrholm, a remporté le prix du meilleur film dans la section Orizzonti.

## Filmographie

### Actrice
- 2000 : L'artista
- 2003 : Il naso
- 2005 : Giovanna Z., una storia d'amore
- 2005 : Uomini e zanzare
- 2009 : Cosmonauta (it) : Marisa
- 2012 : La scoperta dell'alba (it) : Barbara Astengo

### Réalisatrice
- 2000 : L'artista
- 2001 : Che vergogna!
- 2001 : I diari della Sacher
- 2003 : Il linguaggio dell'amore
- 2003 : Il terzo occhio
- 2005 : Giovanna Z., una storia d'amore
- 2005 : Uomini e zanzare
- 2007 : L'ultima sentinella
- 2009 : Cosmonauta (it)
- 2009 : Sputnik 5
- 2012 : Esca viva
- 2012 : La scoperta dell'alba (it)
- 2014 : Per tutta la vita
- 2017 : Nico, 1988
- 2020 : Miss Marx
- 2022 : Chiara

### Scénariste
- 2000 : L'artista
- 2001 : Che vergogna!
- 2003 : Il linguaggio dell'amore
- 2005 : Giovanna Z., una storia d'amore
- 2005 : Uomini e zanzare
- 2007 : L'ultima sentinella
- 2009 : Cosmonauta (it)
- 2009 : Sputnik 5
- 2012 : Esca viva
- 2012 : La scoperta dell'alba (it)
- 2014 : Per tutta la vita
- 2017 : Nico, 1988
- 2023 : La conversione

## Distinctions
- Pour Cosmonauta :
  - Mostra de Venise 2009 : Premio Controcampo italiano.
  - Ciak d'oro du meilleur scénario en 2010.
  - Prix Mario Verdone au Festival del Cinema Europeo (it) en 2010.
  - Nomination au David di Donatello du meilleur réalisateur débutant en 2010.
  - Nomination au Ruban d'argent du meilleur nouveau réalisateur en 2010.
- Pour Sputnik 5 :
  - Ruban d'argent du meilleur court métrage d'animation en 2010.
- Pour Nico, 1988 :
  - Mostra de Venise 2017 : Prix Orizzonti du meilleur film
  - Festival de cinéma européen des Arcs 2017 : Grand prix du jury.
  - Festival de cinéma européen des Arcs 2017 : nomination à La Flèche de Cristal.
  - Ciak d'oro du meilleur scénario en 2018.
  - David di Donatello 2018 : Meilleur scénario original.
  - Nomination au David di Donatello du meilleur film en 2018.
  - Nomination au Ruban d'argent du meilleur réalisateur en 2018.
  - Nomination au Ruban d'argent du meilleur scénario en 2018.
  - Nomination au Dragon d'or lors du festival international du film de Göteborg en 2018.
  - Nomination au Magritte du meilleur film étranger en coproduction en 2019.
- Pour L'Enlèvement : 
  - David di Donatello du meilleur scénario adapté en 2024.